# إعلان ينتجه المستهلك
إعلان ينتجه المستهلك هو مصطلح يشير إلى الإعلان على وسائل الإعلام التي ينتجها المستهلك ويستخدم هذا المصطلح بشكل عام للإشارة إلى المحتوى المدعوم في المدونات والويكي والمنتديات ومواقع الشبكات الاجتماعية والمواقع الشخصية. ويعرف هذا المحتوى المدعوم باسم الملصقات الإعلانية أو الملصقات المدفوعة أو النشرات المدعومة. ويتضمن المحتوى وصلات تشير إلى الصفحة الرئيسية أو صفحات منتج معين على موقع الراعي. ومنها على سبيل المثال دايت كوكا وفيديوهات مينتوس ولدى المعجبين بفيديو أوباما ومعجبين بأفلام حرب النجوم.
وعلى نحو مماثل فإن مصطلح التسويق الجماعي يشير إلى ممارسة تسويقية تتضمن مشاركة جماهيرية في تطوير حملة إعلانية أو دعائية. وتتضمن هذه الحملة دعوة المستهلكين للمشاركة بأفكارهم أو التعبير عن رأيهم فيما يعنيه الاسم التجاري بالنسبة لهم من خلال قصصهم الشخصية باستخدام وسائل الطباعة أو الأفلام أو الصوتية. وعندئذ تندمج نتيجة المحتوى الذي ينتجه المستهلك في الحملة. وفي النهاية، تُعرض نتيجة هذا التعاون وغالبًا ما يكون ذلك في حملة إعلامية واسعة لدعوة المجتمع الموسع من الأفراد ذوي الميول المشتركة للمشاركة في النتائج، وينشئوا رابطًا جماعيًا بين «مناصري العلامة التجارية كمعلنين» والأفراد الآخرين الذين لديهم انجذاب نحو ما يجب أن تعرضه العلامة التجارية. وتوفر النتيجة للعلامة التجارية طريقة ما لخلق روابط أكثر عمقًا مع الأسواق الرئيسية الخاصة بهم بينما تفتح أيضًا مسارات جديدة لتوسيع العلاقة مع عملاء جدد.
والتسويق الذي يقوم به المستهلك ليس مثل دعاية التسويق الفيروسي أو كلام الفم ومع ذلك يحقق نتيجة ذات مستوى عال من الدعاية والإعلان في إطار المجتمعات المرتبطة بشكل عالٍ. وهذه المجتمعات مهمة جدًا لنجاح العلامة التجارية ومن الطبيعي أن تتبع قاعدة 80/20 حيث إن 20% من عملاء العلامة التجارية يفسرون 80% من مبيعاتها. والعمل على التواصل مع المستهلكين لدعوتهم كمتعاونين شركاء ومبدعين شركاء هو عنصر أساسي للحملة التسويقية. حيث يعير البناء بطبيعة الحال نفسه للأنشطة التسويقية الأخرى للمستهلك مثل«العلامة التجارية الجماعية» و«البحث الجماعي.»
وتصل العلامة التجارية في أي وقت لجمهورها لتدعوهم ليصبحوا متعاونين مشتركين في تطوير حملة دعائية، ويشاركوا في "مجهود العلامة التجارية الجماعية. وعندما تكون القرارات التسويقية نتيجة للمشاركة مع جمهور العلامة التجارية للمساعدة في تطوير الحملة، يشتركون في "بحث جماعي."على سبيل المثال، ما قام به بيتر جاكسون في صناعة ملك الخواتم تواصل مع رفاقه المخلصين للكتاب للمساعدة في التفكير مليًا ببعض القرارات الإخراجية الرئيسية.
وتستخدم ممارسة التسويق التي ينتهجها المستهلك على مدار سنوات عديدة مع ظهور الأنشطة الجماعية لمشاركة المعلومات بما في ذلك المدونات الإلكترونية ولوحات الرسائل عبر الإنترنت والبودكاست وتليفزيون النطاق العريض ووسائل إعلام أخرى يتبناها المستهلكون على مستوى القواعد الشعبية لإنشاء منتديات جماعية لمناقشة تجاربهم كعملاء.
وقد فاز جولي موس ليفنسون في 11 منافسة في التسويق الذي ينتجه المستهلك وكسب ما يزيد عن 200000 دولار وجوائز من خلال تأليف أناشيد غنائية للشركة وإعلانات تجارية قصيرة.

## وصلات خارجية
- Free advertising - article in the New York Times by Rob Walker